# الوی (فیلم)
اِلوی (انگلیسی: Eloy) یک فیلم است که در سال ۱۹۶۹ منتشر شد.